# Mağusa Türk Gücü SK
El Mağusa Türk Gücü SK es un equipo de fútbol de Chipre del Norte que juega en la Liga Birinci, la primera división de fútbol en el país.

## Historia
Fue fundado en Famagusta en 1945, y fue uno de los equipos fundadores de la Liga Birinci en 1955, liga que ha ganado en ocho ocasiones, y también ha sido campeón de copa local siete veces, aunque la última de ellas fue ganada en 1986.
El club también cuenta con una exitosa sección en voleibol que compite a nivel nacional, así como una sección de ajedrez.

## Palmarés
- Liga Birinci: 8

1968, 1976, 1978, 1979, 1981, 1982, 2006, 2016
- Copa de Chipre del Norte: 5

1961, 1977, 1979, 1983, 1987
- Cumhurbaşkanlığı Kupası: 2

1983, 1986
- Spor Bakanligi Kupasi: 1

1999

## Presidentes
- Ersoy İnce